# Brotherhood of Breath
Brotherhood of Breath était un orchestre créé par Chris McGregor à la fin des années 1960, essentiellement comme une extension du précédent orchestre de McGregor, The Blue Notes. Ce groupe comprenait des membres de la communauté sud-africaine expatriée à Londres, dont McGregor lui-même, Louis Moholo, Harry Miller, Mongezi Feza, Dudu Pukwana et occasionnellement Johnny Dyani ainsi que de nombreux musiciens de free jazz ou d'avant-garde qui résidaient à Londres à la même époque: Lol Coxhill, Evan Parker, Paul Rutherford, Harry Beckett, Marc Charig, Alan Skidmore, Mike Osbourne, Elton Dean, Nick Evans, Radu Malfatti et John Surman. Les musiciens étaient interchangeables selon leur disponibilité. À mi-chemin entre celle de Charles Mingus et de Sun Ra, la musique de Brotherhood of Breath était marquée par son influence sud-africaine et ses arrangements originaux.

## Discographie
- "Chris McGregor's Brotherhood of Breath" (RCA Neon 1971)
- "Brotherhood" (RCA 1972)
- "From Bremen To Bridgewater" (1971/1975; Cuneiform Rune 182/183 - 2004)
- "Travelling Somewhere"  (1973; Cuneiform Rune 152 - 2001)
- "Live at Willisau" (OGUN 100 1974)
- "Procession" (Ogun 524 1978)
- "Yes Please"  (In and Out 1981) (avec Louis Sclavis, Didier Levallet, François Jeanneau)
- "Country Cooking" (GW3106AR 1988)
- "En Concert à Banlieues Bleues (avec Archie Shepp - Rue Est CD 017  - 1989)

## Source
- Maxine McGregor: Chris McGregor and the Brotherhood of Breath: my life with a South African jazz pioneer. Bamberger Books, Flint, MI 1995;  (ISBN 0-917453-32-8)